# Scuola di Baden
Nella seconda metà dell'Ottocento il filosofo Otto Liebmann propose una riproposizione in chiave nuova del criticismo kantiano all'insegna del manifesto programmatico «Bisogna tornare a Kant» 
Negli ambienti culturali tedeschi si ebbe allora, in opposizione al positivismo, un ritorno al pensiero di Kant che, fra la fine del XIX e gli inizi del XX secolo, si strutturò in un movimento filosofico che prese il nome di "neocriticismo" o "neokantismo".
I centri di sviluppo di questa filosofia, che si diffuse anche in Francia, Gran Bretagna e Italia, furono l'Università di Heidelberg, nella regione del Baden (da cui il nome di scuola di Baden, chiamata anche del Sud-ovest), e la scuola di Marburgo. 
I maggiori rappresentanti della prima furono Wilhelm Windelband e Heinrich Rickert e della seconda Hermann Cohen, Paul Natorp, e Ernst Cassirer .

Nella scuola di Baden si affrontò principalmente, partendo dalla opposizione kantiana tra "fatto" e "valore", il problema dei valori per quanto riguarda la loro validità e funzione normativa. Vennero così elaborate quelle "filosofie dei valori" arrivando a teorizzare una "filosofia della cultura su basi trascendentali" per cui l'oggetto della filosofia non è l'essere, ma il dover-essere, nel cui ambito vanno compresi anche i "valori eterni" del Vero, del Bello, del Buono e del Sacro.
Cohen e Natorp si interessarono dell'estensione della logica pura alle scienze matematiche e fisiche mentre Cassirer evidenziò l'importanza dell'attività simbolica riguardo a ogni tipo di fenomeno culturale 
Cassirer, in particolare, presentò una rilettura del pensiero kantiano alla luce di Leibniz, attenuando la contrapposizione tra sensi e intelletto e rivalutando il ruolo di quest'ultimo rispetto ai primi.